# Fight Fire with Fire (piosenka Kansas)
Fight Fire with Fire – piosenka amerykańskiego zespołu Kansas z 1983 roku, którą napisali John i Dino Elefante. Utwór znalazł się na albumie Drastic Measures (1983). Singiel z piosenką znalazł się na 58. miejscu listy „Billboard” Hot 100.
Piosenka promowana była teledyskiem, w którym wystąpił Dan Shor. Materiał zarejestrowany został na 35 mm taśmie filmowej. W 1983 roku wideoklip był wyświetlany w kinach jako zwiastun.
Piosenka wydana została na kilku albumach kompilacyjnych i koncertowych zespołu, m.in. The Best of Kansas (1984), The Ultimate Kansas (2002), Sail On: The 30th Anniversary Collection (2004), oraz na wydawnictwach CD/DVD Device – Voice – Drum (2002) i There’s Know Place Like Home (2009).

## Listy przebojów
| Lista                  | Pozycja |
| ---------------------- | ------- |
| „Billboard” Hot 100    | 58      |
| „Billboard” Top Tracks | 3       |